# 11 октября
11 октября — 284-й день года (285-й в високосные годы) по григорианскому календарю.
До конца года остаётся 81 день.
До 15 октября 1582 года — 11 октября по юлианскому календарю, с 15 октября 1582 года — 11 октября по григорианскому календарю.
В XX и XXI веках соответствует 28 сентября по юлианскому календарю.

## Праздники и памятные дни

### Международные
- ООН — Международный день девочек.

### Национальные
- Башкортостан — День Республики.
- Северная Македония — День Восстания.
- США — Национальный день каминг-аута.

### Религиозные
Православие
 — Память преподобного Харитона Исповедника (около 350 года);
 — память преподобных схимонаха Кирилла и схимонахини Марии (около 1337 года);
 — память мученицы Анны Лыкошиной (1925 год);
 — память преподобномученика Илариона (Громова), иеромонаха, преподобномученицы Михаилы (Ивановой), схимонахини (1937 год);
 — память преподобномученицы Татианы Чекмазовой, послушницы (1942 год);
 — собор преподобных отцов Киево-Печерских, в ближних пещерах (преподобного Антония) почивающих;
 — память преподобного Харитона Сямженского (1509 год);
 — память преподобного Харитона Кудинского;
 — память преподобного Иродиона Илоезерского (1541 год);
 — память пророка Варуха (VI век до н. э.);
 — память мучеников Александра, Алфея, Зосимы, Марка пастыря, Никона, Неона, Илиодора и прочих (IV век);
 — память благоверного князя Вячеслава Чешского (935 год).

## События

### До XIX века
- 1138 — землетрясение в Алеппо, жертвами которого стали 230 тыс. человек.
- 1521 — римский папа Лев X (Leo PP. X) присвоил королю Англии Генриху VIII (Henry VIII of England) титул «Защитник веры» (лат. FIDEI DEFENSOR) за королевский памфлет, направленный против Мартина Лютера (Martin Luther). Когда же король из-за брачных проблем порвал с Ватиканом, другой папа — Павел III (Paulus PP III) — лишил короля почётного титула, но английский парламент восстановил понравившийся королю титул, и он до сих пор фигурирует в полном королевском титуле.
- 1658 — русское войско побеждает литовцев в битве под Верками.
- 1746 — французы разбивают коалиционную армию в битве при Року.
- 1783 — учреждена Российская академия, президентом академии назначена княгиня Екатерина Романовна Дашкова.

### XIX век
- 1852 — в Австралии начал работу первый университет—Сиднейский университет.
- 1853 — в Нью-Йорке открыт первый в Америке клиринговый банк.
- 1865 — началось восстание в Морант-Бэй.
- 1875 — первые исландские поселенцы прибыли в Виннипег (Канада).
- 1881 — житель штата Северная Дакота (США) Дэвид Хьюстон (David Houston) запатентовал фотоплёнку.
- 1887 — американский изобретатель Томас Эдисон (Thomas Alva Edison) запатентовал электрическую машину для подсчёта голосов на выборах.
- 1891 — в Стокгольме открывается первый в мире этнографический музей под открытым небом «Скансен».
- 1899 — началась Вторая Англо-бурская война.

### XX век
- 1917 — Г. Зиновьев и Л. Каменев опубликовали в газете «Новая жизнь» письмо «К текущему моменту», в котором они выступали против вынесенного ЦК РСДРП(б) решения о вооружённом восстании большевиков.
- 1918 — состоялся первый радиоуправляемый полёт (Франция). Он продолжался один час, самолёт преодолел расстояние 100 км.
- 1919
  - Впервые завтрак в самолёте предложила компания «Хендли Пейдж Трэнспорт». Корзинка со «вторым завтраком» стоила 3 шиллинга за порцию.
  - Гражданская война в России. Части РККА начали проведение Орловско-Кромской операции, приведшей к остановке наступления белогвардейцев на Москву и перехода инициативы в руки красных.
  - Открытие Университета Стефана Батория в Вильно.
- 1922
  - Декретом Совнаркома введена новая денежная единица — червонец.
  - Л. Троцкий на съезде комсомола призвал молодёжь «грызть гранит науки» — фраза сразу стала крылатой.
  - Принята конституция Ирландии.
- 1931
  - В СССР принято решение о полной ликвидации частной торговли.
  - Первый полёт самолёта из нержавеющей стали «Сталь-2» А. И. Путилова, пилот Э. И. Шварц.
- 1940 — по постановлению ЦК ВКП(б) шахты Донбасса переведены на двухсменный режим работы.
- 1944
  - Тувинская Народная Республика вошла в состав СССР.
  - Катастрофа Fw 200 в Лавангене, 51 погибший.
- 1958 — с космодрома Байконур предпринята попытка пуска автоматической межпланетной станции «Е-1 — 2» в сторону Луны. Ракета-носитель «Восток-Л» 8К72 потерпела аварию вскоре после старта и взорвалась (программа полёта предусматривала попадание станции в видимый диск Луны).
- 1961 — на Семипалатинском полигоне осуществлён первый подземный ядерный взрыв.
- 1962 — открылся второй Ватиканский собор, отменивший обязательность латинского языка при католических богослужениях.
- 1966 — лидер КНДР Ким Ир Сен упразднил должность Председателя Центрального Комитета Трудовой партии Кореи и стал первым Генеральным секретарём Центрального Комитета ТПК, что ознаменовало переход к «брежневистскому» курсу.
- 1973 — развод Элвиса и Присциллы Пресли.
- 1976 — первому президенту США Джорджу Вашингтону спустя 177 лет после смерти присвоено звание генерал армий.
- 1983 — катастрофа HS-748 под Пинквейвиллом, погибли все 10 человек на борту.
- 1984
  - В открытый космос вышла первая американская женщина-астронавт — Кэтрин Салливэн (Kathryn Dwyer «Kathy» Sullivan) (полёт STS-41G на космическом корабле «Челленджер»).
  - Крупная авиакатастрофа в аэропорту Омска, СССР: самолёт Ту-154 при посадке столкнулся с двумя машинами аэродромных служб.
- 1990 — сербский бизнесмен Желько Ражнатович и 19 футбольных фанатов из Белграда создают Сербскую добровольческую гвардию. Менее чем через год она начнёт воевать в Хорватии, а потом и в Боснии.
- 1994 — обвальное падение курса рубля по отношению к доллару («чёрный вторник»).
- 1999
  - Британский астроном Джон Мюррей (John Murray), исходя из своих расчётов, заявил, что вокруг Солнца по десятой орбите движется огромная планета, по размерам больше Юпитера.
  - Во Франции избрана новая Марианна — женщина, чей облик должен будет представлять символ республики. Ею стала известная топ-модель Летиция Каста, которая была отобрана среди прочих претенденток мэрами французских городов.
  - В аэропорту Габороне (Ботсвана) пилот авиакомпании Air Botswana[англ.] угнал самолёт ATR-42, после чего протаранил два самолёта авиакомпании. Угонщик погиб.

### XXI век
- 2002 — В универмаге финского города Вантаа произошёл взрыв, 7 человек погибли, 10 получили ранения[5].
- 2013 — в 120 км от итальянского острова Лампедуза затонула лодка с мигрантами, 34 человека погибло, около 150 было спасено. Трагедия произошла спустя неделю после того, как недалеко от Лампедузы затонул другой корабль с беженцами, в результате чего погибли более 350 человек.
- 2018 — ракета-носитель «Союз-ФГ» космического корабля «Союз МС-10» потерпела аварию через 2 минуты после старта. Система аварийного спасения отстыковала корабль от ракеты, экипаж из двух человек не пострадал.

## Родились

### До XIX века
- 1671 — Фредерик IV (ум. 1730), король Дании и Норвегии (1699—1730).
- 1675 — Сэмюел Кларк (ум. 1729), английский философ и теолог.
- 1738 — Артур Филлип (ум. 1814), английский адмирал, первый губернатор Австралии.
- 1739 — Григорий Потёмкин-Таврический (ум. 1791), светлейший князь, российский государственный деятель, генерал-фельдмаршал.
- 1758 — Генрих Вильгельм Ольберс (ум. 1840), немецкий астроном, врач и физик.
- 1782 — Григорий Розен (ум. 1841), российский командир эпохи наполеоновских войн, генерал от инфантерии, генерал-адъютант.
- 1783 — Юлиус Клапрот (ум. 1835), немецкий востоковед, путешественник и полиглот.
- 1788 — Симон Зехтер (ум. 1867), австрийский органист, композитор и музыкальный теоретик.

### XIX век
- 1806 — Александр Карагеоргиевич (ум. 1885), князь Сербии (1842—1858).
- 1810 — Антон Цвенгауэр (ум. 1884), немецкий художник эпохи бидермайер.
- 1821 — Джордж Уильямс (ум. 1905), английский педагог, основатель YMCA (Молодёжная Христианская Ассоциация).
- 1825 — Конрад Фердинанд Мейер (ум. 1898), швейцарский новеллист и поэт.
- 1841 — Фридрих Хегар (ум. 1927), швейцарский скрипач, дирижёр и композитор.
- 1844 — Генри Хайнц (ум. 1916), германо-американский бизнесмен и изобретатель.
- 1848 — Адолфс Алунанс (ум. 1912), латышский актёр, режиссёр, драматург, основатель латышского театра.
- 1849 — Уильям Нокс Д’Арси (ум. 1917), британский предприниматель и адвокат, пионер в области разведки и добычи нефти в Иране.
- 1861 — Джон Белл Хетчер (ум. 1904), американский палеонтолог, открывший трицератопсов.
- 1871
  - Александр Зеленко (ум. 1953), российский и советский архитектор и педагог.
  - Григорий Передерий (ум. 1953), русский советский инженер, мостостроитель.
- 1878 — Карл Хофер (ум. 1955), немецкий художник, близкий по стилю к экспрессионизму.
- 1881
  - Ян Берзиньш-Зиемелис (расстрелян в 1938), советский государственный и партийный деятель.
  - Ганс Кельзен (ум. 1973), австрийский и американский юрист, судья и философ, один из основных теоретиков правового позитивизма, основоположник концепции конституционного суда.
- 1883 — Фриц Шти́дри (ум. 1968), австрийский дирижёр.
- 1884
  - Фридрих Бергиус (ум. 1949), немецкий химик-технолог, лауреат Нобелевской премии (1931).
  - Элеонора Рузвельт (ум. 1962), представитель США в ООН, жена Франклина Рузвельта.
  - Зиг Руман (ум. 1967), немецко-американский киноактёр, известный комическими ролями помпезных злодеев.
- 1885 — Франсуа Мориак (ум. 1970), французский писатель и поэт, лауреат Нобелевской премии (1952) («Подросток былых времён», «Пустыня любви»).
- 1887 — Пьер Жан Жув (ум. 1976), французский поэт, прозаик, эссеист, переводчик.
- 1892 — Ричард Бургин (ум. 1981), американский скрипач и дирижёр российского происхождения.
- 1894
  - Юлиус Куперьянов (погиб в 1919), российский офицер и эстонский военный деятель, глава крупного партизанского формирования, воевавшего против большевиков.
  - Борис Пильняк (ум. 1938), русский писатель («Повесть непогашенной луны», «Расплёснутое время»).
- 1900
  - Додо Антадзе (ум. 1978), грузинский театральный режиссёр, народный артист СССР.
  - Борис Ефимов (ум. 2008), советский и российский график-карикатурист, Герой Социалистического Труда.

### XX век
- 1904 — Тита Мерельо (ум. 2002), аргентинская актриса и певица, исполнительница танго.
- 1905 — Чарльз Ревсон (ум. 1975), американский бизнесмен, основатель косметической фирмы «Ревлон».
- 1906 — Игорь Савченко (ум. 1950), советский кинорежиссёр, сценарист, драматург, актёр и педагог.
- 1907 — Сергей Цимбал (ум. 1978), советский театровед, театральный критик, педагог.
- 1910 — Джахит Арф (ум. 1997), турецкий математик.
- 1911 — Нелло Пагани (ум. 2003), итальянский авто- и мотогонщик.
- 1913
  - Эмилио Греко (ум. 1995), итальянский скульптор.
  - Эди Огнецвет (наст. фамилия Каган; ум. 2000), советская и белорусская поэтесса.
- 1914 — Ройбен Файн (ум. 1993), американский шахматист, гроссмейстер, шахматный теоретик, литератор, психолог.
- 1917 — Виктор Сафронов (ум. 1999), советский и российский астроном, автор теории формирования планет.
- 1918 — Джером Роббинс (ум. 1998), американский хореограф и режиссёр, обладатель премии «Оскар».
- 1919 — Арт Блэйки (ум. 1990), американский джазовый барабанщик, один из создателей современного джаза.
- 1923 — Александр Сухарев (ум. 2021), советский и российский учёный-юрист и государственный деятель, Генпрокурор СССР (1988—1990).
- 1925 — Элмор Леонард (ум. 2013), американский писатель и сценарист, мастер детектива и вестерна.
- 1926 — Тхить Нят Хань (ум. 2022), вьетнамский дзэн — буддийский монах, настоятель буддийского медитативного центра в департаменте Дордонь (Франция), автор ряда книг по дзэн-буддизму.
- 1927
  - Жозефина Шарлотта Бельгийская (ум. 2005), супруга Великого герцога Люксембургского Жана.
  - Владимир Успенский (ум. 2000), русский советский писатель.
- 1928
  - Саулюс Сондецкис (ум. 2016), литовский скрипач, дирижёр, народный артист СССР.
  - Олег Творогов (ум. 2015), советский и российский филолог-медиевист.
- 1932 — Саул Фридлендер, израильский историк, специализирующийся в основном на изучении Холокоста.
- 1933 — Евгений Аксёнов (ум. 1995), советский и российский астроном.
- 1934
  - Анатолий Адамишин, российский дипломат, экономист, государственный деятель.
  - Виктор Берёзкин (ум. 2010), российский историк театра, искусствовед.
- 1935 — Алексей Богданов, советский и российский химик, академик РАН.
- 1936
  - Юрий Алтухов (ум. 2006), советский и российский учёный-генетик, академик РАН.
  - Андрей Кистяковский (ум. 1987), советский переводчик, правозащитник.
- 1937 — сэр Роберт «Бобби» Чарльтон (ум. 2023), английский футболист, чемпион мира (1966).
- 1939
  - Мария Буэно (ум. 2018), бразильская теннисистка, 19-кратная победительница турниров Большого шлема.
  - Бернд Кульман (ум. 2025), немецкий (ФРГ) легкоатлет (лёгкая атлетика), олимпийский чемпион (1960).
- 1940 — Эльдор Уразбаев (ум. 2012), советский и российский кинорежиссёр (фильмы: «Транссибирский экспресс», «Инспектор ГАИ», «Визит к Минотавру», «Богатство»).
- 1942 — Амитабх Баччан, индийский киноактёр, продюсер, телеведущий, политик (фильмы «По законам чести», «Затянувшаяся расплата» и др.).
- 1945 — Роберт Питер Гейл, американский врач-онколог и гематолог, исследователь в области медицины.
- 1946
  - Савао Като, японский гимнаст, 8-кратный олимпийский чемпион, двукратный чемпион мира, самый титулованный азиатский спортсмен в истории Олимпийских игр.
  - Дэрил Холл, американский певец, музыкант, автор песен, участник дуэта «Hall & Oates».
- 1947
  - Михаил Давыдов (ум. 2025), российский учёный, хирург, онколог, академик, президент РАМН (2006—2011).
  - Сергей Сухарев (ум. 2017), российский переводчик и филолог.
- 1948 — Питер Тарксон, первый Ганийский кардинал, архиепископ Кейп-Коста (1992—2009), кардинал-священник.
- 1951 — Жан-Жак Гольдман, французский певец, гитарист, автор-исполнитель.
- 1953 — Дэвид Морс, американский актёр и режиссёр.
- 1954 — Воислав Шешель, сербский политик.
- 1955
  - Ханс-Петер Бригель, немецкий футболист и тренер, чемпион Европы (1980).
  - Норм Никсон, американский баскетболист, чемпион НБА (1980, 1982).
- 1956 — Никанор Дуарте Фрутос, президент Парагвая (2003—2008).
- 1958 — Александр Секретарёв (погиб в 1988), фотокорреспондент газеты «Известия», погибший при исполнении служебного долга в Афганистане.
- 1961 — Артур Аристакисян, российский и молдавский кинорежиссёр, сценарист, оператор.
- 1962 — Джоан Кьюсак, американская актриса.
- 1963 — Игорь Верник, актёр театра и кино, народный артист России.
- 1965
  - Шон Патрик Флэнери, американский киноактёр ирландского происхождения.
  - Александр Хаке, немецкий гитарист, бас-гитарист, вокалист, исполнитель электронной музыки.
- 1966 — Люк Перри (ум. 2019), американский актёр.
- 1968 — Джейн Краковски, американская актриса и певица, лауреат премии «Тони» и др. наград.
- 1969
  - Юрий Кеки, итальянский гимнаст, олимпийский чемпион (1996) и 5-кратный чемпион мира в упражнениях на кольцах
  - принц Константин Нидерландский, младший брат короля Нидерландов Виллема-Александра.
  - Стивен Мойер, английский актёр кино и телевидения.
- 1972 — Клаудия Блэк, австралийская актриса театра, кино и телевидения.
- 1974
  - Джейсон Арнотт, канадский хоккеист, чемпион мира (1994), обладатель Кубка Стэнли (2000).
  - Рэйчел Бартон Пайн, американская скрипачка.
- 1976 — Эмили Дешанель, американская актриса (телесериал «Кости» и др.), продюсер.
- 1977
  - Елена Бережная, российская фигуристка (парное катание), олимпийская чемпионка (2002), чемпионка мира (1998, 1999).
  - Мэттью Бомер, американский актёр, продюсер, режиссёр, певец, лауреат премии «Золотой глобус».
- 1983
  - Денис Гребешков, российский хоккеист, двукратный чемпион мира (2008, 2009).
  - Руслан Пономарёв, шахматист, чемпион мира (2002) по версии ФИДЕ.
- 1984 — Александр Смирнов, российский фигурист (парное катание), двукратный чемпион Европы (2010, 2015).
- 1985 — Мишель Трахтенберг, американская актриса и телеведущая.
- 1991 — Кика ван Эс, нидерландская футболистка, чемпионка Европы (2017).
- 1992 — Карди Би, американская певица и актриса.
- 1993 — Полина Чернышова, российская актриса театра и кино.

## Скончались

### До XIX века
- 965 — Бруно I Великий (р. 925), архиепископ Кёльна (с 953), герцог Лотарингии (с 954), католический святой.
- 1159 — граф Вильгельм Булонский (р. ок. 1137), младший сын английского короля Стефана Блуаского.
- 1303 — Бонифаций VIII (в миру Бенедетто Каэтани; р. ок. 1235), 193-й Папа Римский (1294—1303).
- 1424 — Ян Жижка (р. ок. 1360), предводитель гуситов, национальный герой чешского народа.
- 1531 — погиб Ульрих Цвингли (р. 1484), швейцарский церковный реформатор, гуманист, философ.
- 1569 — убита Ефросинья Старицкая (р. 1516), супруга Андрея Ивановича, князя Старицкого.
- 1648 — Дьёрдь I Ракоци (р. 1593), трансильванский князь из венгерского кальвинистского рода Ракоци (1630—1648).
- 1705 — Гийом Амонтон (р. 1663), французский механик и физик, член Парижской АН.
- 1708 — Эренфрид Вальтер фон Чирнхаус (р. 1651), немецкий философ, математик, изобретатель европейского белого фарфора.

### XIX век
- 1803 — граф Александр Дмитриев-Мамонов (р. 1758), фаворит российской императрицы Екатерины II, генерал-адъютант.
- 1842 — Вилибальд Бессер (р. 1774), австрийский и русский ботаник и энтомолог, член-корреспондент Петербургской Академии наук.
- 1850 — Луиза Мария Орлеанская (р. 1812), первая королева Бельгии, супруга короля Леопольда I.
- 1860 — Иван Арнольди (р. 1780), русский генерал от артиллерии, герой Наполеоновских войн.
- 1870 — Карл Адольф Вангеров (р. 1808), немецкий правовед, историк права.
- 1871 — Эвген Кватерник (р. 1825), хорватский писатель и политик, один из основателей Хорватской партии права.
- 1889 — Джеймс Прескотт Джоуль (р. 1818), английский физик.
- 1894 — Богуслав Гржимали (р. 1848), чешский скрипач и дирижёр.
- 1896 — Антон Брукнер (р. 1824), австрийский композитор, органист, педагог.
- 1897 — Леон Боэльман (р. 1862), французский композитор и органист.

### XX век
- 1907
  - Владимир Грингмут (р. 1851), русский политический деятель, один из организаторов «Русской монархической партии».
  - Адольф Фуртвенглер (р. 1853), немецкий историк, археолог, раскопавший остатки древней Олимпии.
- 1911 — Димитр Агура (р. 1849), болгарский историк, ректор Софийского университета.
- 1915 — Жан Анри Фабр (р. 1823), французский энтомолог и писатель.
- 1933 — Эрнст Фридрих Гилг (р. 1867), немецкий ботаник.
- 1940 — Вито Вольтерра (р. 1860), итальянский математик и физик.
- 1952 — Тимофей Краснобаев (р. 1865), русский советский хирург, академик АМН СССР, основоположник детской хирургии.
- 1956 — Михаил Тетяев (р. 1882), русский советский геолог-тектонист.
- 1958
  - Иоганнес Роберт Бехер (р. 1891), немецкий поэт и писатель.
  - Морис де Вламинк (р. 1876), французский живописец-пейзажист, музыкант и писатель.
- 1963 — Жан Кокто (р. 1889), французский писатель, театральный деятель, кинорежиссёр.
- 1965 — Доротея Ланж (р. 1895), американская фотожурналистка, важнейший представитель документальной фотографии.
- 1967 — Стэнли Морисон (р. 1889), английский типограф, дизайнер шрифта, историк книгопечатания.
- 1969 — Энрике Бальестерос (р. 1905), уругвайский футболист (вратарь), чемпион мира (1930).
- 1970 — Эдуар Даладье (р. 1884), французский государственный деятель, премьер-министр в 1933—1934 и 1938—1940 гг.
- 1971 — Валентинас Густайнис (р. 1896), литовский критик, публицист, политический и общественный деятель.
- 1972 — Валентин Авдеев (р. 1915), советский учёный, изобретатель, член-корреспондент АН СССР.
- 1979
  - Андрей Марков (р. 1903), советский математик.
  - Надежда Надеждина (р. 1904), балерина, балетмейстер, создательница ансамбля «Берёзка», народная артистка СССР.
- 1983 — Сулейман Рагимов (р. 1900), азербайджанский советский писатель.
- 1985 — Алекс Ла Гума (р. 1925), южноафриканский писатель и общественный деятель.
- 1988 — Бонита Гренвилл (р. 1923), американская актриса и телепродюсер.
- 1991 — Лидия Сухаревская (р. 1909), актриса театра и кино, народная артистка СССР.
- 1993 — Тарас Гапоненко (р. 1906), советский живописец, народный художник СССР.
- 1996
  - Ларс Альфорс (р. 1907), финский и американский математик.
  - Уильям Викри (р. 1914), американский экономист, лауреат Нобелевской премии (1996).
- 1997 — погиб Иван Ярыгин (р. 1948), советский спортсмен, борец вольного стиля, двукратный олимпийский чемпион (1972, 1976), чемпион мира (1973).
- 1998 — Григорий Кисунько (р. 1918), учёный в области радиоэлектроники, создатель первой советской системы ПРО.
- 2000 — Серго Берия (р. 1924), советский учёный, инженер-конструктор в области радиолокации и ракетных систем, сын Л. П. Берии.

### XXI век
- 2008
  - Вия Артмане (р. 1929), советская и латвийская актриса театра и кино, народная артистка СССР.
  - Йорг Хайдер (р. 1950), австрийский политик, лидер Австрийской партии свободы.
- 2019 — Алексей Леонов (р. 1934), советский космонавт, первый человек, вышедший в открытый космос, дважды Герой Советского Союза.
- 2022 — Анджела Лэнсбери (р. 1925), англо-американская актриса («Она написала убийство» и др.), певица.

## Приметы
- Харитонов день. Харитон — в избе урон.
- Молодые тайно приносили ведунье пирог, кринку меда, чтобы та ненароком свадьбу не расстроила, чтобы не наслала бесплодие[6].
- В Англии существует поверье, что можно накликать беду, если собирать ягоды ежевики после 11 октября: считается, будто бы именно в этот день дьявол был низвергнут с небес и, упав на землю, он приземлился в куст ежевики, проклял колючие ягоды, опалил их своим огненным дыханием, раздавил и поплевал на них, а потому тот, кто их съест, будет осквернён[7][8][9].